# Message (青森朝日放送)
『message 』(メッセージ)は、ABA青森朝日放送テレビで放送している青森県の広報番組。1995年からの『県政NOW』（けんせいナウ）についてもここで触れる。

## 概要
- 1995年に『県政NOW』（けんせいナウ）として開始。初期は月2回程度で木曜日の17:45-18:00（アニメ枠を差し替え）で放送され、その後は月曜日17:42-17:57に移動し、1999年4月から土曜日11:30-11:45に時間を移動し放送してきた。
- 聴覚障害者向けに字幕対応放送を行っている。

## 放送時間
- 土曜 9:30～9:35・ 再放送 火曜 24:15～24:20
  - 開始初期からしばらくは15分番組で、土曜日11:30-11:45で放送され、後に土曜日9:30-9:45で放送していた。
  - なお、第5土曜日の本放送と翌週（第1）火曜日の再放送は休止となる。

## リポーター
- ABAの各アナウンサー
- 柳澤ふじこ
- 藤田亜希子 (元ABAアナウンサー)

## その他
- 警察に関係する内容を放送する日は、BGMに「特捜最前線」や「はぐれ刑事純情派」など、テレ朝系刑事ドラマのテーマ曲が使われる事がある。